# 아몬 술

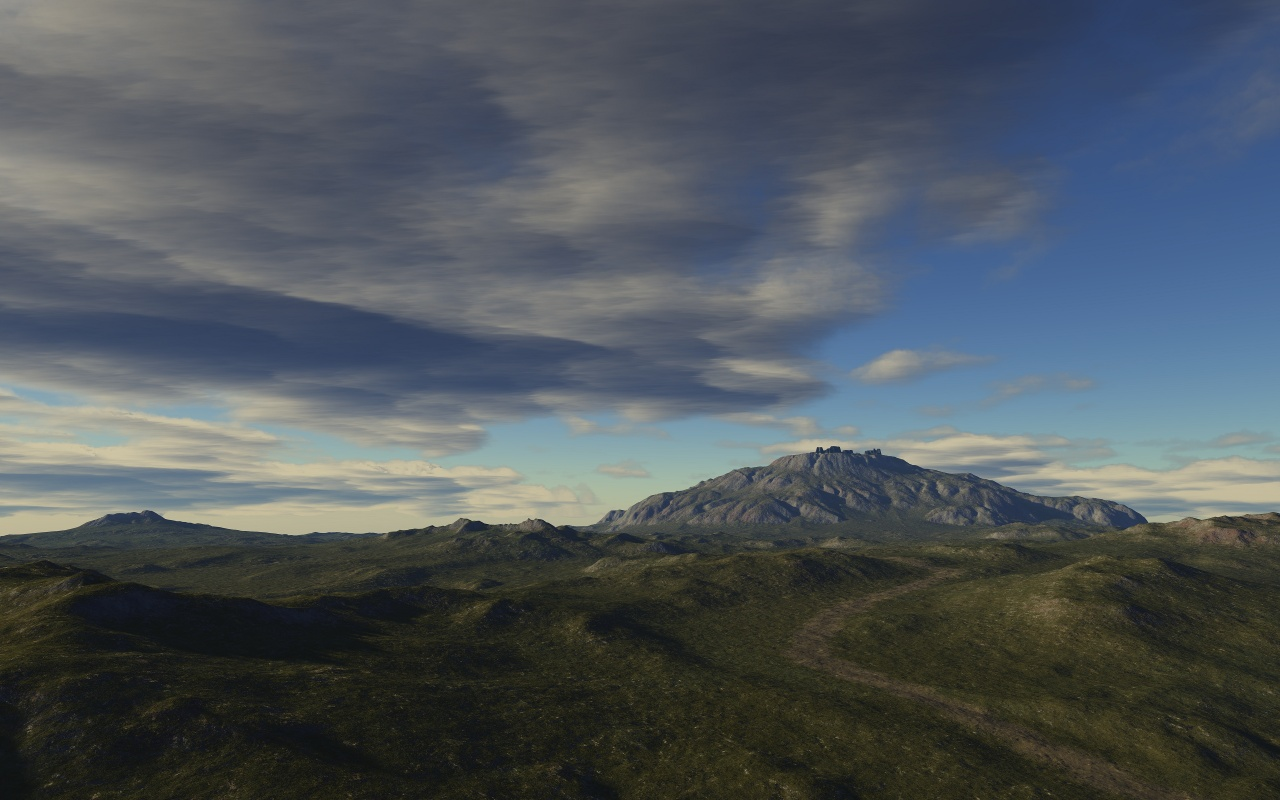

아몬 술(Weathertop)은 아르노르의 전략적 거점이다. 1차 반지전쟁 당시 사우론에게 대항하여 자유세력 길 갈라드, 엘렌딜 두 사람이 일루바타르의 이름을 걸고 전쟁을 선포했다.
아르노르가 분열될 때 아르세다인의 영토로 앙그마르와의 전쟁에서 중요한 거점으로 이용되었다.
소설 《반지의 제왕》에서도 폐허가 된 상태로 등장한다.